# Грб Вараждинске жупаније
Грб Вараждинске жупаније је званични грб хрватске територијалне јединице, Вараждинска жупанија. 
Грб је у садашњем облику усвојен је 26. јуна 1995. године.

## Опис грба
Грб Вараждинске жупаније је грб чији је штит подељен на четири поља, а у средини тог штита налази се и један мањи штит. Хералдички гледано, горе десно (у првом квадранту) на црвеном пољу је златни једноглави орао раширених крила и са круном на глави.
Горе лево и доле десно (у другом и трећем квадранту) на плавој подлози су две валовите сребрне греде између којих се налазе две златне шестокраке звезде. Доле лево (у четвртом квадранту) на црвеној подлози је сребрна тврђава с кулом. У средишту великог штита је мали златни штит са зеленим тробријегом на којем израста смеђи јелен на точку, окренут према десно.
Овај грб је скоро идентичан породичном грбу Ердодијевих, који су добили наследну част жупана Вараждинских у 17. веку и чији је грб краљица Марија Терезија доделила као кантонални грб 1763. године.